# Vršič (Truške)
Vršič je zaselek vasi Truške v slovenskem delu Istre, na nadmorski višini 319 m. Od Kopra je oddaljen 18 km. Z Vršiča se razprostira prekrasen razgled daleč naokoli po dolini Dragonje in okoliških gričih, zato tudi danes veliko ljudi obišče Vršič, ko se njej dogajajo razno razne prireditve, ali pa se odpravijo tja le na kratek izlet.

## Prebivalci
Vršič je bil dom številnim bosonogim otrokom in zelo marljivim istrskim kmetom. Njihovo življenje je bilo težko, saj so večino dneva preživeli na njivi. Pred 2. svetovno vojno je vas štela okoli 100 ljudi, družine so bile v primerjavi z danes zelo številčne, zato je bilo veliko lačnih otroških ust. V vasi je živelo 17 domov Vižintinov. Le v eni izmed hiš sta prebivala vaščana s priimkom Babič. Ker je bila v vasi večina Vižintinov, so vsaki hiši dali drugačen nadimek, kot so: Čurati, Dršći, Bančini, Tičati,… 

## Zgodovina
Čeprav revni, so domačini svoji deželi darovali največ: nekateri svobodo, nekateri pa celo svoje življenje. V času fašistične Italije, so tudi prebivalci Vršiča tako kot vsi ostali Primorci vedeli, kaj je pomen besede potujčevanje. Prelepa pojoča istrijanščina, njihov materni jezik je bil prepovedan. Slovenske besede in pesmi so na javnih mestih povsem obmolknile. Vsa imena in priimke so poitalijančili, v cerkve so namestili italijanske duhovnike, v šole pa celo tudi italijanske učitelje. Narodna zavest se je s tem krepila.
Ko je orožj zarožljalo, se je celotna vas uprla proti okupatorju. Julija leta 1944, je bil na Vršiču sedež Komande mesta Koper, katere člani so bili: Egidij Babič, Grozdan Bernetič, Mirko Markežič – Bus, Bruno Morgan, Žarko Rodela, Jože Sergaš, Anton Vergan, Jože Hrvatin, Aldo Pirih, Silvo Prodan, Leopold Kogoj, Marija Trček in še nekatera druga dekleta, ki so jih kasneje odpeljali v delovna taborišča v Nemčijo. V spomin na te čase, ko je bil na Vršiču sedež Komande mesta Koper, je na pročelju hiše, ob vhodu vzidana plošča.
8. avgusta 1944 so bili izdani, zato se je poveljstvo moralo preseliti drugam. Nemci so nato čez slab mesec obkolili celo vas ter zajeli aktivista Štefana in Ivana Vižintina in osem mladih partizanskih nabornikov. Vse so jih zaprli, nato pa se je za njimi izgubila vsaka sled. Tega istega dne so požgali štiri hiše ter s seboj odpeljali nekaj drobnice in živine. Od takrat naprej je bil Vršič kraj sirot, brezdomcev in vdov.
Istega leta, v septembru, so Nemci zajeli še Jožefa Vižintina in ga ubili v Miljah, zraven so zajeli še pet Vršičank: Rožino, Kristino in Lidijo Vižintin ter Marijo in Karlino Babič. Vseh šest so najprej odpeljali v Gonjače, kjer so aretirali še Marijo Jurinčič in Angelo Marancin. Dekleta so zaprli v tržaški Coroneo, nato pa so jih odpeljali v zloglasna taborišča Schwarzenberg, Dresden ter Auschwitz. Dekleta so na srečo taboriščne grozote preživela in se nato takoj po osvoboditvi vrnile domov. Kurirka Milka Vižintin, ki je bila hkrati tudi sekretarka SKOJ in tajnica mladinske organizacije, je ubežala Nemcem in se nato 2 leti skrivala po bunkerjih in v vaseh v okolici.
Kar velik del vaščanov se je boril v partizanskih vrstah na primorskih in dolenjskih bojnih poljih. Dva Vršičana – Karel Babič in Jožef Vižintin ter Ivan Marancina in Aldo Santin iz Gonjačev so leta 1944 vsi padli pod streli okupatorja. Po 2. svetovni vojni je bila revščina v vasi še večja, zato so se prebivalci vasi začeli množično izseljevati. Po letu 1950 je v vasi živelo le še 6 družin, od tega kar štiri vdove s pet ali več otroki. Tisti časi so bili težki, saj je lakota domovala prav na vsakem ognjišču.
Domačini so vztrajno zapuščali svoje domove, da bi si našli svoj dom nekje drugje, kjer bi bilo veliko lažje za preživetje. Nekaj Vršičanov se je izselilo v hrvaško Istro, nekaj pa se jih je preselilo v notranjost Slovenije. Velik del domačinov pa je ostal na Obali, in se še dandanes občasno vrača v svojo rodno vas. Leta 1997 je bil umorjen še zadnji prebivalec vasice – Rafael Vižintin, od takrat vas sameva. 

## Vasica danes
Pred 12 leti pa se je na kresni večer zaspana vasica pričela prebujati. Nekdanji domačini Vršiča in krajani Trušk so istrsko lepotico rešili velikega oklepa razraslega robidovja. Odstranili so prostor, kjer je nekoč gorel najvišji kres in počistili vsa hišna dvorišča. Povabili so domačine ter po dolgih letih ponovno priredili nekoč tradicionalno kresovanje. Odziv ljudi je bil zelo presenetljiv, na Vršiču je po dolgih letih ponovno zagorel kres, katerega se je videlo daleč naokoli. Vršičani so se začeli vračati in tako je na tradicionalno kresovanje vsako leto prišlo več ljudi. Pristopili so k Turističnemu društvu Truške, z namenom da bi to tradicijo ponovno ohranili. Vsako pomlad so urejali vasico, pa čeprav so morali kdaj pa kdaj v vasico priti peš po razritem kolovozu. S svojo značilno istrsko trmo so močno vztrajali in upali, da bi vas dobila asfaltirano pot, ki bi pripeljala še veliko več ljudi. Če bo v vasi elektrika, voda in cesta, se bodo ljudje začeli zanimati za vas. Bivši domačin Božo Vižintin je obveščal, povezal in navdušil ljudi, katerim je bilo mar ob misli na prazno vas. Novo življenje v kraj pa je pripeljala tudi nova asfaltna pot, katero so slavnostno odprli 30. aprila 2002. Za asfaltno cesto so nekdanji domačini prispevali kar nekaj prostovoljnih delovnih ur, glavni pobudnik te akcije pa je bilo Turistično društvo Truške, ki je hkrati tudi srce vsega družbenega življenja teh krajev. Večina bivših domačinov je ureditev ceste tudi finančno podprla.
Aprila leta 2002, je bila na Vršiču osrednja občinska proslava ob prazniku dela. Ob tej priložnosti so odkrili spominsko ploščo v spomin vsem Vršičanom, ki so padli za svobodo.

## Galerija
- Vršič
- Spominska plošča